# Михаил Совецки
Михаил Александрович Совецки (рус. Михаи́л Алекса́ндрович Сове́тский; 1917 – Каменка, Виборшки рејон, 22. јун 1944) био је совјетски и руски пилот, навигатор авиона бомбардера, учесник Зимског и Другог светског рата као припадник совјетске Црвене армије.
У јануару 1944. додељено му је почасно звање Хероја Совјетског Савеза.

## Биографија
Тачан датум и место рођења Михаила Совецког нису познати, а познато је да је одрастао у једном московском сиротишту (у сиротиште је дошао 1922. и тамо је заведен под именом Миша) где је завршио и основну школу. Како је по доаску у сиротиште сам навео да има 5 година, као година рођења му је уписана 1917. година. Патроним Александрович (по свом омиљеном учитељу) касније је сам додао свом имену, а презиме Совецки (Совјетски) повезано је са Совјетским Савезом. Године 1930. премештен је у дом за децу без родитељског старања „Спартак”, где је положио пионирску заклетву. Пет година касније, 1935. године успешно је завршио 9. разред и тиме окончао средњошколско школовање. Потом се школовао у радничкој школи имена Лењина где је положио курс за пилота.
Године 1937. постаје припадником ратне морнарице и усавршава се као ратни пилот-навигатор за летове изнад мора. Постаје чланом авијационог пука Балтичке флоте где по први пут лети на хидроавиону МБР-2. Учествовао је у совјетско-финском рату 1939—1940. године.
Током Другог светског рата у којем је учествовао од првог дана, служио је као навигатор авиона бомбардера, остварио је више од 80 летова и директно учествовао у потапању 7 немачких бродова и подморница.
Због заслуга током рата 22. јуна 1944. додељено му је почасно звање Хероја Совјетског Савеза, Орден Лењина и медаља Златна звезда.
Након повратка са једног од задатака 22. јуна 1944. његовом авиону је приликом слетања на аеродром Каменка отказао мотор и ваздухоплов се срушио у оближњу шуму. У трагедији су погинули и Михаил Совецки и пилот авиона Аркадиј Гожев. Сахрањен је на Смоленском гробљу у Лењинграду.
У знак сећања на Михаила Совецког варошица Јоханес је 1. септембра 1948. године преименована у Совјетски. У средишту насеља постављена је и спомен биста Михаилу Совецком.